# Andreas Helvigius
Andreas Helvigius (Friedland, Mecklenburgo, 1572 — Stralsund, 19 de Novembro de 1643) foi filólogo, erudito clássico, linguista, pedagogo e reitor da Universidade de Berlin. Era filho de Moritz Helwig e de sua esposa Johanna Wegener. Fez os primeiros estudos em sua escola natal e logo mudou-se para o Ginásio Lilienthal de Anklam. Completou sua educação secundária no Ginásio de Stralsund, sendo na época reitor Kaspar Jentzkow (1535-1611).

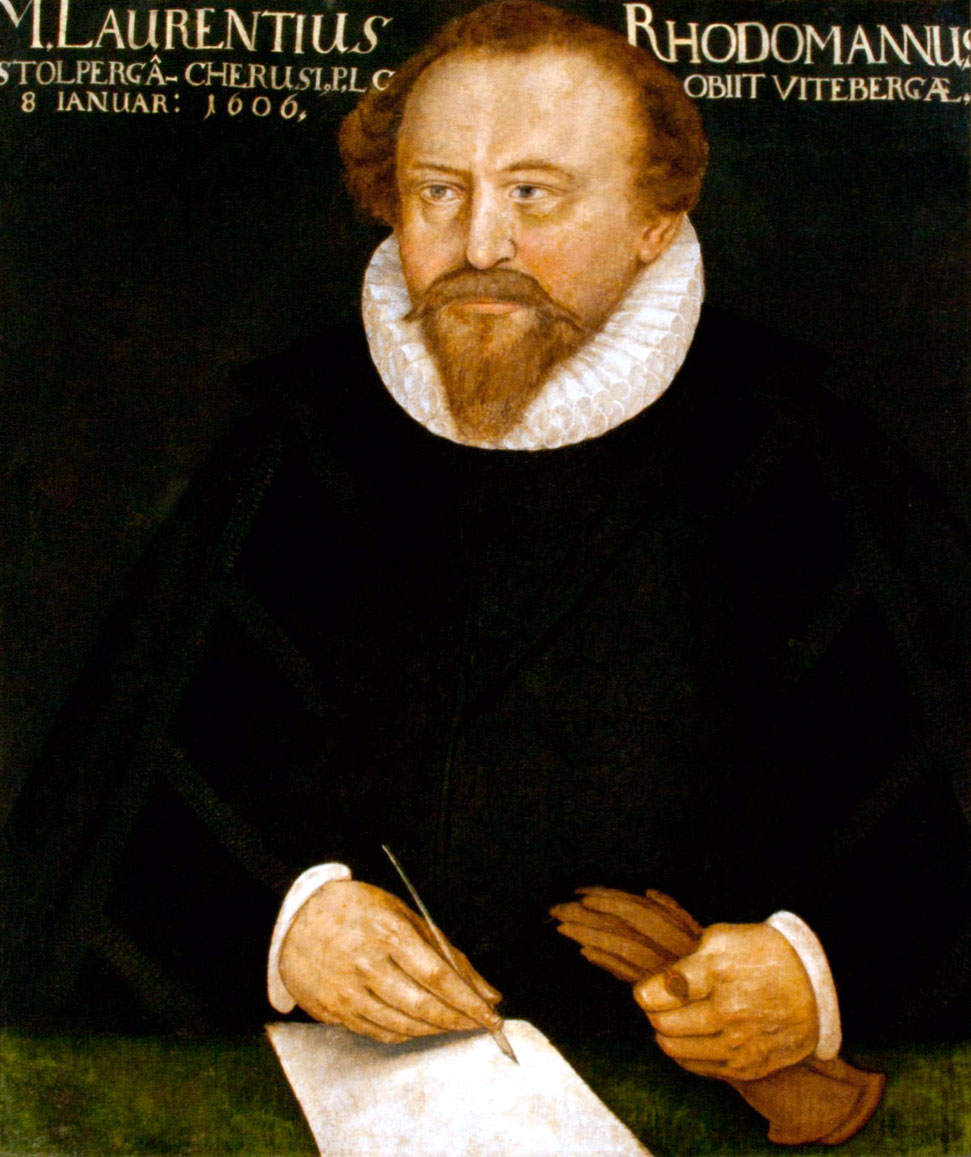
Lorenz Rhodomann (1546-1606)
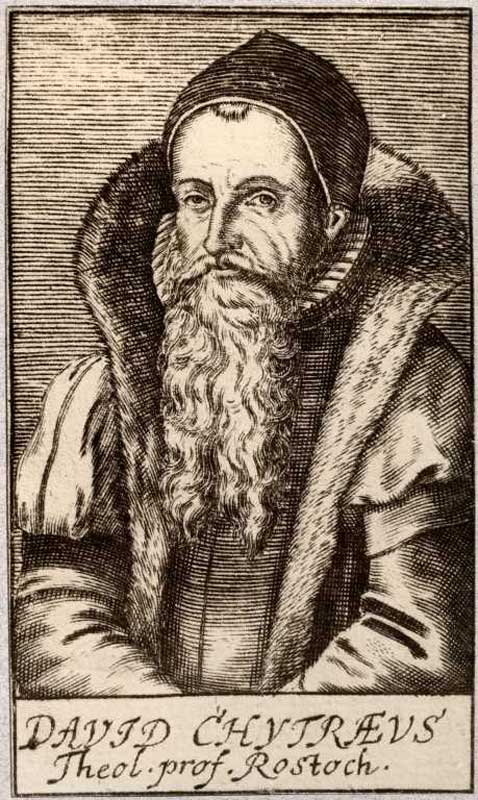
David Chyträus (1530-1600)
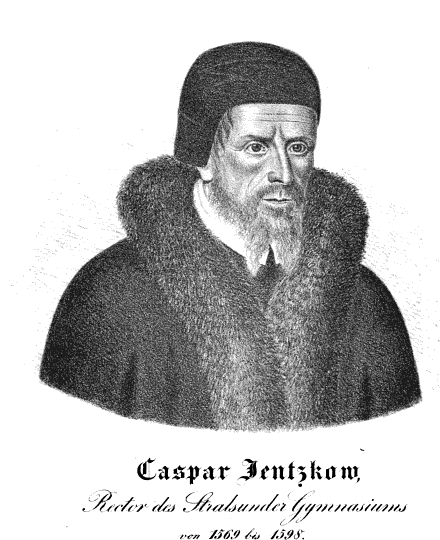
Kaspar Jentzkow (1535-1611)
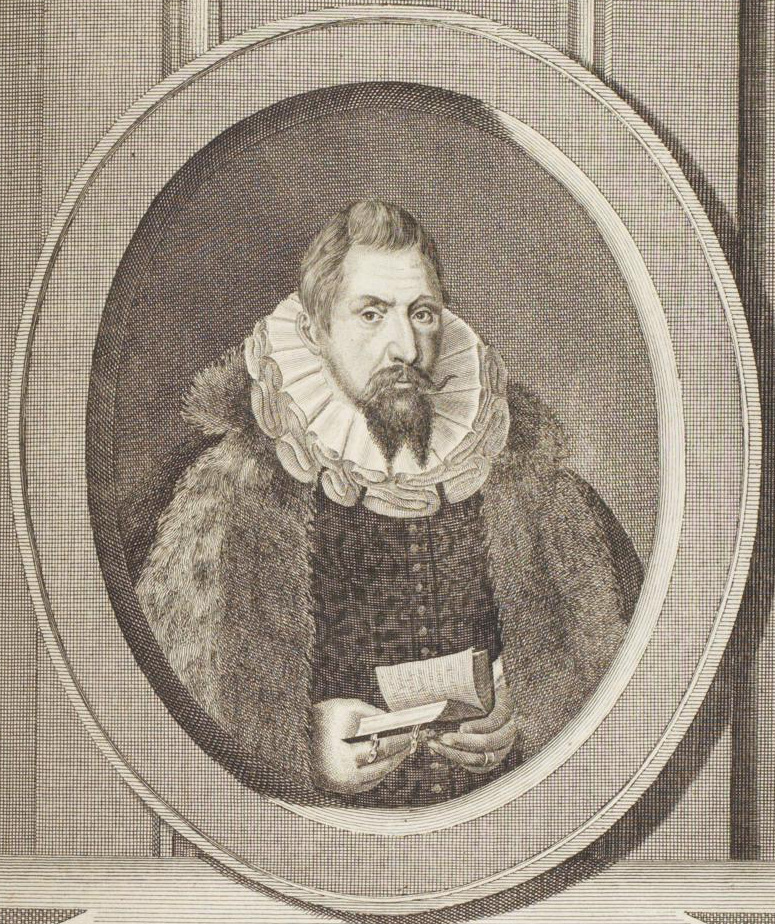
Johannes Posselius o Jovem (1565-1623)
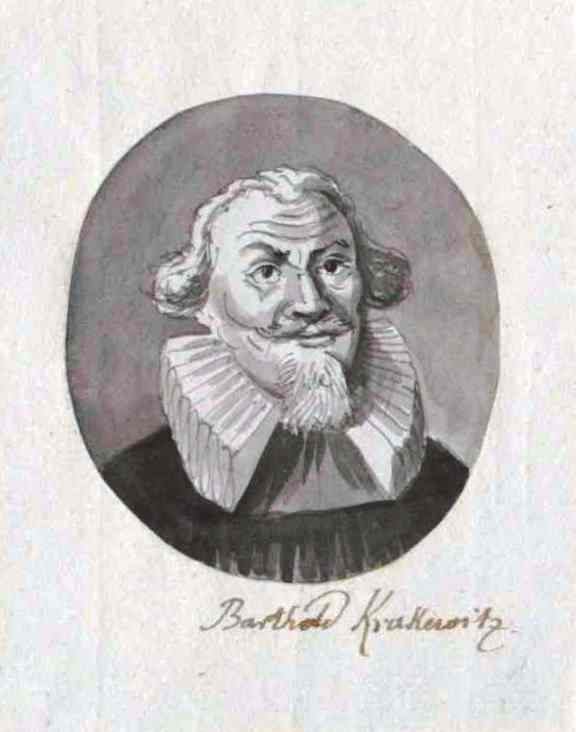
Barthold von Krakewitz (1582-1642)
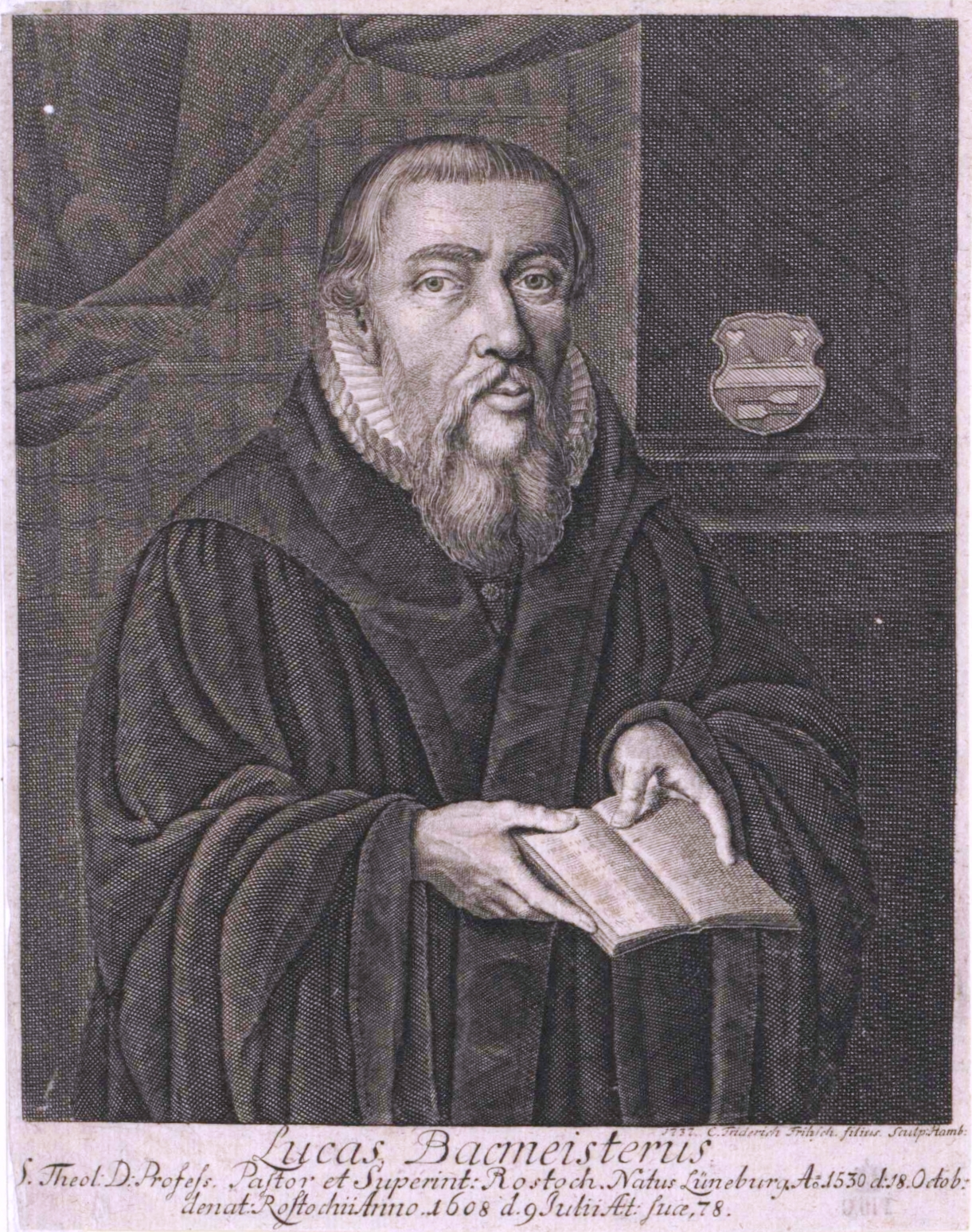
Lucas Bacmeister o Velho (1530-1608)

Em 1591 matriculou-se na Universidade de Rostock, onde teve aulas com David Chyträus (1530-1600), Johann Posselius, o Jovem (1565-1623) e Lucas Bacmeister, o Velho (1530-1608). Mais tarde transferiu-se para a Universidade de Frankfurt (Oder). Por recomendação de Christoph Helwig (1581-1617) conseguiu um cargo de vice-diretor em Salzwedel. No entanto, ele logo retornou para Frankfurt (Oder) onde foi nomeado correitor em sua cidade natal. Em 1595, foi nomeado vice-diretor da Escola Estadual de Greifswald. Em 1599 recebeu seu diploma de Magistrado das mãos de Laurentius Zircman (1598-1600). Helwig estudou os idiomas grego e alemão, tendo se correspondido com Lorenz Rhodomann (1546–1606). Por recomendação do Superintendente Geral, Barthold von Krakevitz (1582-1642), foi nomeado poeta laureado em 1607.
Em 1612 foi para Berlin onde se tornou Reitor do Ginásio Evangélico. Em 1615, foi indicado por Adolfo Frederico I, Duque de Mecklenburgo (1588-1658) como professor de poesia da Faculdade de Filosofia da Universidade de Rostock. No entanto ele não assumiu a cadeira e um cargo de reitor do Ginásio de Stralsund lhe foi oferecido, tendo ocupado esse cargo de 1617 a 1643. Em 1619-20 a peste matou mais de três mil pessoas em Stralsund. Na véspera de Natal de 1624 a Abadia de São João sofreu um incêndio. Em 1628 a cidade foi cercada pelas tropas do Duque de Wallenstein (1583-1634), durante a Guerra dos Trinta Anos. No entanto ele conseguiu manter o funcionamento contínuo da escola. Em 1627 ele fundou uma biblioteca ginasial. Foi também autor de inúmeros poemas ocasionais.

## Obras
- Anti-Christus Romanus - 1590
- Andr. Helvigii Etymologiae sive origines dictionum Germanicarum ex tribus illis nobilibus antiquitatis eruditae linguis Latina, Graeca, Hebraea, derivatarum - 1611
- Carmen de homine christiano - 1614
- Theses ex quatro loco margaritae theologicae de Creatione, in gymnasio Berlinensi ... propositae - 1614
- De Christogonia, Quaternio Epica, Martini Smechelii Bernwaldini Pom. Poëtae Caesarei ... - 1615
- Oratio de praecipuâ generis humani peste calumnia: ad introductionem, novi collegae, in scholâ Stralsundensi habita 21 Jul. an. 1618 & tribus Hierarchiis Reip. Stralsund ... - 1618
- Origines dictionum germanicarum Hannover - 1620
- Sacra Chronologia, Das ist/ Eine Warhafftige und bestendige Nachrechnung der Jahre/ welche sich von Erschaffung der Welt biß auff Christum unsern Heyland verlauffen: Auß gewissem grunde heiliger Göttlicher Schrifft ... außgeführet. Und wird hiemit unwidersprechlich dargethan/ daß die bißhero in der Christenheit gebräuchliche/ und publico Orbis testimonio comprobata Aera Christiana sey warhafft und unverruckt/ und keines wegs ... zu kurz angefangen ... - 1625